# Sportåret 2005

## Händelser

### Allmänt
- 22 maj – 33-årige Karin Mattsson blir första kvinnliga ordföranden i RF.[1]
- 6 juli – London utses till värdort för olympiska sommarspelen 2012.[1]

### Alpint
- 30 januari – Anja Pärson tar VM-guld i super-G.
- 4 februari – Janica Kostelić tar VM-guld i den alpina kombinationen, Anja Pärson tar silver och Marlies Schild brons.
- 5 februari – Bode Miller tar VM-guld i störtlopp.
- 8 februari – Anja Pärson tar VM-guld i storslalom.
- 11 februari – Janica Kostelić tar VM-guld i slalom.
- 12 februari – Benjamin Raich tar VM-guld i slalom.
- 13 mars – Anja Pärson vinner världscupen i utförsåkning.

### Amerikansk fotboll
- 6 februari – New England Patriots vinner Super Bowl genom att besegra Philadelphia Eagles med 24–21 och blir därmed Super Bowl-mästare för tredje gången på fyra år.[1]
- 31 juli – Sverige vinner Europamästerskapet genom att finalbesegra Tyskland på Malmö IP.[1]
- 4 september – Stockholm Mean Machines blir svenska mästare genom att finalslå Carlstad Crusaders med 35–21 på Kristinepergs IP.[1]

### Backhoppning
- 26 september – Tidigare backhopparen Matti Nykänen från Finland grips för att ha misshandlat sin fru.[1]
- 29 november – SVT meddelar att man av ekonomiska skäl slutar sända nyårsbackhoppningen i Garmisch-Partenkirchen, och en tradition från 1959 går i graven.[2]
- 20 december – Sveriges Helena Olsson är besviken då hon inte får ekonomiskt stöd av Svenska Skidförbundet, och väljer i stället att tävla för Norge.[2]

### Bandy

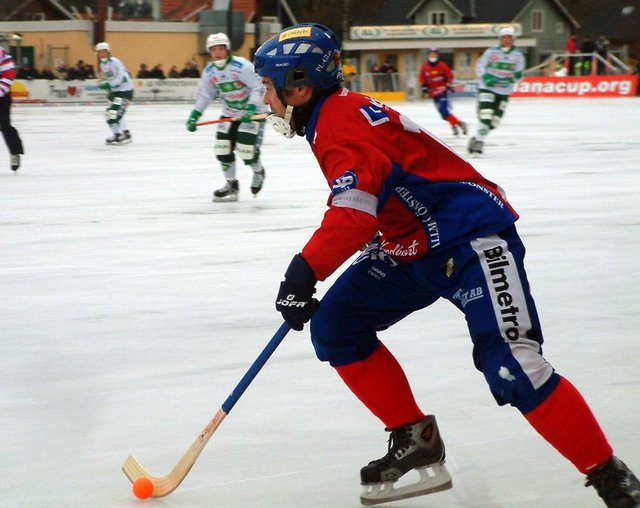
Magnus Olsson spelandes för Edsbyns IF i World Cup.

- 19 januari - David Karlsson, Hammarby IF gör tre mål i segermatchen (6-2) mot Sandvikens AIK och noterar nytt målsnittsrekord, då han gjort mål i 18 raka matcher[1]
- 3 februari - Kirgizistan inträder i Internationella bandyförbundet.[3]
- 6 februari – Sverige vinner världsmästerskapsfinalen för herrar mot Ryssland  med 5–3 i Kazan medan Kazakstan vinner matchen om bronsmedaljerna mot Finland med 5–2.[4]
- 19 mars – AIK blir svenska mästare för damer genom att i finalen besegra Västerstrands AIK med 3–2 på Studenternas IP i Uppsala.[5][6]
- 20 mars – Edsbyns IF blir svenska mästare för herrar genom att i finalen besegra Sandvikens AIK med 6–4 på Studenternas IP i Uppsala.[7][8]
- 24 april - HK Vodniks klubbpresident Boris Skrinnik meddelader att klubben skall sälja flera av sina bästa spelare till Dynamo Moskva.[9]
- 16 oktober – Edsbyns IF vinner Svenska cupen 2005 efter finalseger med 5–4 på straffslag mot Sandvikens AIK.[10]
- 30 oktober – Bollnäs GoIF vinner World Cup i Ljusdal genom att i finalen besegra Edsbyns IF med 3–2 efter förlängning.[11]

### Baseboll
- 26 oktober - American League-mästarna Chicago White Sox vinner World Series med 4-0 i matcher över National League-mästarna Houston Astros.[12] Det är White Sox första World Series-titel sedan 1917.[13]

### Basket
- 10 april – Södertälje Kings blir svenska mästare genom att vinna finalserien mot Sundsvall Dragons.[1]
- 19 april – Visby Ladies blir svenska dammästare.
- 23 juni - San Antonio Spurs vinner NBA-finalserien mot Detroit Pistons.[14]
- 11 september - Tjeckien vinner damernas Europamästerskap genom att finalslå Ryssland med 72-70 i Ankara.[15]
- 25 september - Grekland vinner herrarnas Europamästerskap genom att finalslå Tyskland med 78-62 i Serbien och Montenegro.[16]

### Bordtennis
- 20 april – Eslöv AI blir svenska mästare.
- 20 april – Jan-Ove Waldner utses till Årets svensk i världen av föreningen Svenska i världen.[1]

### Boxning
- 14 maj – Anna Laurell tar EM-guld.
- 2 oktober – Anna Laurell tar VM-guld.
- 17 december - Laila Ali, USA besegrar Åsa Sandell, Sverige på TKO  i femte ronden i Berlin.[2]

### Curling

#### VM
- 27 mars - Sverige blir världsmästare för damer i Paisley före USA med Norge på tredje plats. Sverige representeras av Lag Norberg med Anette Norberg, Eva Lund, Cathrine Lindahl och Anna Bergström.[1]
- Kanada blir världsmästare herrar före Skottland med  Tyskland på tredje plats. Sverige som blir 9:a representeras av lag Eric Carlsén.

#### EM
- Lag Norberg: Anette Norberg, Eva Lund, Cathrine Lindahl och Anna Bergström, tar för femte året i rad guld före Schweiz och Danmark.
- Norge vinner VM för herrar före Sverige med Skottland på tredje plats. Sverige representeras av lag Peja Lindholm.

### Cykel
- 7–29 maj – Paolo Savoldelli, Italien vinner Giro d'Italia för andra gången
- 18 juni – Susanne Ljungskog vinner Cykel-SM för damseniorer.
- 19 juni
  - Jonas Ljungblad vinner Cykel-SM för herrseniorer.
  - Vätternrundan cyklas.[1]

- 2–24 juli – Lance Armstrong vinner Tour de France för sjunde gången i rad.
- 27–18 september – Roberto Heras, Spanien vinner Vuelta a España för fjärde gången.
- 25 september – Tom Boonen, Belgien, vinner landsvägsloppet vid Världsmästerskapen.

### Drakbåtspaddling
- Under sommaren går är drakbåt med på World Games som uppvisningsidrott i Duisburg i Tyskland. Det svenska drakbåtslandslaget tar brons på 2000 meter i 20manna mixed.
- Den 4-6 augusti gick drakbåts-VM för landslag 2005 i Berlin i Tyskland.

### Fotboll
- 18 maj – CSKA Moskva vinner UEFA-cupen genom att besegra Sporting Lissabon med 3–1 i finalen på José Alvalade-stadion i Lissabon.[17]
- 21 maj
  - Turbine Potsdam vinner UEFA Women's Cup genom att besegra Djurgården/Älvsjö i finalerna.[18]
  - Arsenal FC vinner FA-cupfinalen mot Manchester United FC med 5-4 på straffar på Millennium Stadium i Cardiff efter 0-0 i ordinarie speltid.[19]
- 25 maj – Liverpool FC vinner Champions League genom att besegra AC Milan med 3–2 efter straffsparksläggning i finalen på Atatürk Olimpiyat Stadyumu.[17]
- 26 maj – FC Köpenhamn vinner Royal League genom att besegra IFK Göteborg med 6–5 efter straffsparksläggning i finalen på Nya Ullevi i Göteborg.[20]
- 2 juni – Ekobrottsmyndigheten gör en razzia mot IFK Göteborg, som har ekonomiska problem.[1]
- 9 juni – Sven-Göran Eriksson tilldelas Hans Majestät Konungens medalj av 12:e storleken.[1]
- 19 juni
  - Tyskland vinner Europamästerskapet för damer i England efter finalvinst med 3-1 mot Norge på Ewood Park i Blackburn.[21]
  - Brøndby IF blir danska mästare.[22]
- 29 juni – Brasilien vinner FIFA Confederations Cup i Tyskland genom att i finalen besegra Argentina med 4–1 i Leipzig.[23]
- 30 juni - Ronaldinho från Brasilien erbjuds livstidskontrakt med FC Barcelona.[1]
- 1 augusti – Andreas Andersson i AIK slutar som aktiv spelare.[1]
- 6 augusti - Sverige vinner lagvärldsmästerskapet i speedway i Wrocław.[1]
- 14 november – Fotbollsgalan hålls.[2]
- 18 oktober – Skatteverket fastslår att Enskede IK under Bo Ringholms ordförandeskap undanhållit 950 000 svenska kronor från beskattning mellan 2000 och 2003.[2]
- 22 oktober
  - Djurgårdens IF vinner svenska herrmästerskapet genom seger i Allsvenskan.[24]
  - Umeå IK vinner svenska dammästerskapet genom seger i Damallsvenskan.[25]
- 25 oktober – Argentinske spelaren Diego Armando Maradona intervjuar Kubas president Fidel Castro.[2]
- 26 oktober – Ekot SR meddelar att Enskede IK skrev avtal med tränare för minst 32 000 svenska kronor då Sveriges tidigare finansminister Bo Ringholm svingade ordförandeklubban.[2]
- 29 oktober
  - Djurgårdens IF vinner Svenska cupen för herrar genom att finalslå Åtvidabergs FF med 2-0 på Råsunda fotbollsstadion i Solna.[26][27]
  - Djurgården/Älvsjö vinner Svenska cupen för damer genom att finalslå Umeå IK med 3-1 på Råsunda fotbollsstadion i Solna.[25][28]
- 30 oktober – Gais vinner kvalet mot Landskrona BoIS och avancerar till Allsvenskan 2006.
- 28 november – Brasiliens Ronaldinho tilldelas Ballon d'Or.[2]
- 3 december – George Best begravs.[2]
- 11–18 december – Världsmästerskapet för klubblag i fotboll spelas i Tokyo och Yokohama. São Paulo FC besegrar Liverpool FC med 1–0 i finalen.[29]
- 19 december – Brasiliens Ronaldinho utses till FIFA World Player of the Year på herrsidan.[2]
- 27 december – Dragkampen om Sveriges Henrik Larsson har börjat då han bestämt sig för att återvända till Sverige efter 13 år.[2]

### Friidrott
- 3 februari – Eurojump avgörs i Scandinavium i Göteborg.[1]
- 4- 6 mars-  inomhus-Europamästerskapen avgörs i Madrid.[1]
- 18 april – Marion Jones, USA gör comeback i Los Angeles.[1]
- 2 juni – Asafa Powell, Jamaica noterar nytt världsrekord på 100 meter löpning för herrar då han klockans för tiden 9.77 vid GP-deltävlingar på Atens olympiastadion.[1]
- 5 juli – Jelena Isinbajeva, Ryssland noterar nytt världsrekord i stavhopp för damer i Lausanne.[1]
- 18 juli – Götagalan avgörs i Karlstad.[1]
- 22 juli – Jelena Isinbajeva blir första kvinnliga stavhoppare att hoppa över 5 meter
- 6- 14 augusti- Världsmästerskapen avgörs i Helsingfors.[1]
- 27-28 augusti - Finnkampen avgörs på Helsingfors Olympiastadion. Finland vinner herrkampen med 212-197, och Sverige vinner damkampen med 230-179.[1]
- 24 september - Silas Sang, Kenya, vinner herrklassen och Lena Gavelin, Trångsvikens IF, vinner damklassen i Lidingöloppet.
- 20 oktober – Mångkamperskan Carolina Klüft från Sverige satsar på välgörenhet och startar stiftelsen No Exuses Foundation tilk stöd för tsunamidrabbade barn i Sri Lanka.[2]
- 6 december – Kajsa Bergqvist tilldelas Svenska dagbladets guldmedalj.[2]
- 8 december – Längdhopparen Christian Olsson från Sverige meddelar att han på grund av fotproblemen troligtvis missar inomhussäsongen.[2]
- 13 december – Löparen Tim Montgomery från Sverige meddelar att han på grund av fotproblemen troligtvis missar inomhussäsongen.[2]
- 31 december - Marílson Gomes dos Santos, Brasilien vinner herrklassen och Olivera Jevtić, Serbien och Montenegro vinner damklassen vid Sylvesterloppet i São Paulo.[30]
- Hailu Negussie, Etiopien vinner herrklassen vid Boston Marathon.[31] medan Catherine Ndereba, Kenya vinner damklassen.[32]

### Golf

#### Herrar
- 13 maj – Tiger Woods missar cutten i PGA-tävlingen Byron Nelson Classic efter att ha klarat den i rekordföljden 142 tävlingar.
- 17 juli – Tiger Woods vinner The Open Championship (British Open) och tar därmed sin tionde majorseger.
- Mest vunna prispengar på PGA-touren:  Tiger Woods, USA med 10 628 024$
- Mest vunna prispengar på Champions Tour (Senior-touren): Dana Quigley, USA med 2 170 258$

##### Majorsegrare
- Masters – Tiger Woods, USA
- 20 juni - Michael Campbell, Nya Zeeland vinner US Open.[1]
- 17 juli - Tiger Woods, USA vinner British Open.[1]
- PGA Championship – Phil Mickelson, USA

#### Damer
- 7 augusti – Annika Sörenstam, Sverige vinner  Scandinavian TPC på Barsebäck GCC.[1]

- Mest vunna prispengar på LPGA-touren:  Annika Sörenstam, Sverige med 2 588 240$
- Annika Sörenstam vinner för femte gången i rad Mizuno Classic
- 11 september - Solheim Cup: USA besegrar Europa med 15½–12½.[1]

##### Majorsegrare
- 28 mars – Annika Sörenstam, Sverige vinner Nabisco Championship.[1]
- LPGA Championship – Annika Sörenstam
- 26 juni – Birdie Kim, Sydkorea vinner US Womens Open.[1]
- Weetabix Womens British Open – Jeong Jang, Sydkorea

### Handboll
- 6 februari - Spanien blir herrvärldsmästare genom att finalbesegra Kroatien med 40-34 i Rades.[33]
- 23 april
  - IK Sävehof blir svenska herrmästare.
  - Skuru IK Handboll blir svenska dammästare genom att finalslå IFK Skövde med 24-23.[1]
- 18 december - Ryssland blir damvärldsmästare genom att finalbesegra Kroatien med 28-23 i Sankt Petersburg.[34]

### Hästsport

#### Travsport
- 28 december – Travkusken Stig H. Johansson från Sverige gör sitt sista lopp, då han vinner dagens tävlingar på Solvalla travbana med hästen Taylor Boko.[2]

### Innebandy
- 16 april
  - Warbergs IC 85 blir svenska herrmästare genom att besegra AIK med 3–2 i finalen i Globen i Stockholm.[35]
  - IKSU blir svenska dammästare genom att besegra Pixbo Wallenstam IBK med 6–5 i finalen i Globen i Stockholm.[36]
- 4 juni – Island inträder i IFF.[37]
- 5 juni – Schweiz blir damvärldsmästare i Singapore, genom att besegra Finland med 4–3 i finalen. Sverige tar brons.

### Ishockey
- 4 januari - Kanada vinner juniorvärldsmästerskapet i Grand Forks genom att finalslå Ryssland med 6-1.[38]
- 16 januari – Avangard Omsk, Ryssland, vinner Europeiska klubbmästerskapet.[39]
- 25 januari – Bengt-Åke Gustafsson utses till ny förbundskapten för svenska herrlandslaget.[40]
- 13 februari – Sverige vinner Sweden Hockey Games.[41]
- 14 februari – Bengt-Åke Gustafsson tillträder som förbundskapten för svenska herrlandslaget.[42]
- 16 februari – NHL ställer in säsongen 2004/2005.[43]
- 17 februari – En 15-årig pojke dör under match i Umeå, då han spelar för IF Björklöven i en distriktsmästerskapsfinal mot Skellefteå AIK, men bryter matchen då han får bröstsmärtor. Efter flera liknande fall vill Europeiska hjärtsällskapet undersöka alla idrottande ungdomar.[1]
- 24 mars – Årets NHL-draft som skulle ha ägt rum i Ottawa den 25–26 juni har ställts in.
- 9 april –  USA vinner för första gången världsmästerskapet för damer, som spelas i Sverige. Sverige erövrar sin första medalj i VM genom sin tredjeplats.[44] Maria Rooth väljs in som forward i pressens All Star Team. VM-turneringen avgjordes i Sverige för första gången.
- 11 april – Frölunda HC blir svenska herrmästare efter slutspelsvinst över Färjestads BK med 3 matcher mot 1.[45]
- 24 april – Ryssland vinner Euro Hockey Tour.[41]
- 27 april – Malmö Redhawks ordförande Percy Nilsson döms till ett års fängelse för grovt skattebedrägeri redovisningen av spelarlöner för åren 1995-1997.[1]
- 12 maj - Macao inträder i IIHF.[46]
- 15 maj – Tjeckien vinner världsmästerskapet för herrar före Kanada och Ryssland.[47]
- 13 juli – NHL och NHLPA enas om principiellt avtal.[1]
- 22 juli – Beslut om att NHL-säsongen 2005/2006 kommer att spelas med nya löneavtal och nya spelregler.
- 15 augusti – Wayne Gretzky blir ny tänare för Phoenix Coyotes.[1]
- 4 september – Sverige vinner Česka Pojistova Cup.[48]
- 25 september - Värmland vinner TV-pucken genom att vinna finalen mot Skåne i Kempehallen i Örnsköldsvik med 4–1.[49]
- 6 oktober – Toronto Maple Leafs Mats Sundin träffas av pucken i NHL-premiären mot Ottawa Senators. Vänsterögat och kindbenet träffas, och debatten om visirtvång blossar upp igen.[2]
- 7 november – Curt Lindström tar över ledningen för Jokerit.[50]

### Konståkning

#### VM
- Herrar – Stéphane Lambiel, Frankrike
- Damer – Irina Slutskaja, Ryssland
- Paråkning – Tatjana Totmianina & Maksim Marinin, Ryssland
- Isdans – Tatjana Navka & Roman Kostomarov, Ryssland

#### EM
- Herrar – Jevgenij Plusjenko, Ryssland
- Damer – Irina Slutskaja, Ryssland
- Paråkning – Tatjana Totmianina & Maksim Marinin, Ryssland
- Isdans – Tatjana Navka & Roman Kostomarov, Ryssland

- 23 april – Team Surprise, Landvetter Konståkningsklubb blir världsmästare i teamåkning.

### Längdskidåkning
- 2 januari – Stanislav Rezac, Tjeckien vinner Vasaloppet China.[1]
- 28 januari – Anders Södergren vinner 15 km fri stil vid skid-SM i Hudiksvall.
- 28 januari – Anna Dahlberg vinner för åttonde gången 10 km fri stil vid skid-SM
- 6 mars – Oskar Svärd, Ulricehamns IF vinner herrklassen för andra gången medan Sofia Lind, Åsarna IK vinner damklassen för femte gången då Vasaloppet avgörs.[51]

### Motorsport
- 18 januari - Vid Dakarrallyt vinner Stéphane Peterhansel, Frankrike bilklassen medan Cyril Despres, Frankrike vinner motorcykelklassen.[1]
- 13 februari – Petter Solberg, Norge vinner Svenska rallyt.[1]
- 18-19 juni - JJ Lehto, Tom Kristensen och Marco Werner vinner Le Mans 24-timmars med en Audi R8.
- 2 juli – Tony Rickardsson blir individuell svensk mästare i speedway.[1]
- 14 juli – Prins Carl Philip av Sverige debuterar som gocartförare vid ett uppvisningslopp vid Stockholms slott.[1]
- 20 augusti – Vid  Rally Österlen skadas fyra åskådare, varav en så allvarligt att han avlider, då en bil kör in ett räd som faller ner mot publiken.[1]
- 25 september -  Fernando Alonso, Spanien, kommer trea i Brasiliens Grand Prix, som finns av Juan Pablo Montoya, Colombia, och säkrar därmed VM-titeln 2005.
- 28 september – Västervik blir svenska mästare i speedway.
- 16 oktober
  - Fernando Alonso, Spanien, vinner Kinas Grand Prix och vinner förarmästerskapet i Formel 1-VM 2005. Han blir därmed den yngste F1-världsmästaren genom tiderna.
  - Renault tar hem konstruktörsmästerskapet i samma VM.
- November – Minardi F1 Team köps av det österrikiska energidrycksföretaget Red Bull.
- 5 november – Samuli Aro, Finland vinner  Gotland Grand National före Mats Nilsson, Sverige.[2]
- 23 november – Sébastien Loeb, Frankrike blir världsmästare i rally.

### Orientering
- 23-24 april: 10-mila avgjordes i Kungsängen. Södertälje-Nykvarn Orientering vinner herrkaveln, Domnarvets GoIF vinner damkaveln och Halmstad/Löftan vinner ungdomskaveln.
- 25 juni: Jukolakavlen avgjordes, Kalevan Rasti vinner.
- 17-22 juli: O-Ringen avgjordes i Skillingaryd. 12.600 personer deltar, Emma Engstrand och Emil Wingstedt vinner elit-tävlingarna.
- 9-15 augusti - Världsmästerskapen avgörs i Aichi.[52] Sverige vinner 1 guld, 1 silver och 1 brons.
- 6 oktober: 25-manna avgjordes i Skavlöten. Kalevan Rasti vinner.

### Rugby
- 8 oktober – Stockholm Exiles RFC vinner SM i rugby.

### Segling
- 8 februari – Ellen MacArthur avslutar i Portsmouth en ensamsegling Jorden runt som varat i 71 dagar, 14 timmar och 18 minuter.[1]

### Simhopp
- 5 februari – Anna Lindberg vinner SM i simhopp på enmeterssvikten.
- 6 februari – Anna Lindberg vinner SM i simhopp på tremeterssvikten.

### Simning
- 2 april – Aaron Peirsol noterar världsrekord på 100 meter ryggsim för herrar i Indianapolis, vid USA:s uttagningar till världsmästerskapen, då han simmar på 53.17 minuter.[1]

### Skidskytte
- 7 december – 32-årige Anna Carin Olofsson, Sverige vinner i Hochfilzen sin första världscupdeltävling före Olga Zaitseva, Ryssland.[2]

### Tennis
- 5 januari – Sony Ericsson offentliggör på presskonferenser i New York och London att de tänker satsa över en halv miljard svenska kronor på damtennisen.[1]
- 17–30 januari – Australiska öppna
  - Final herrsingel: Marat Safin, Ryssland – Lleyton Hewitt, Australien, 1–6 6–3 6–4 6–4
  - Final damsingel: Serena Williams, USA – Lindsay Davenport, USA, 2–6 6–3 6–0
- 23 maj – 5 juni – Franska öppna
  - Final herrsingel: Rafael Nadal, Spanien – Mariano Puerta, Argentina, 6–7, 6–3, 6–1, 7–5
  - Final damsingel: Justine Henin-Hardenne, Belgien – Mary Pierce, Frankrike, 6–1, 6–1
- 20 juni–3 juli – Wimbledon
  - Final herrsingel: Roger Federer, Schweiz – Andy Roddick, USA, 6–2, 7–6, 6–4[1]
  - Final damsingel: Venus Williams, USA – Lindsay Davenport, USA, 4–6, 7–6, 9–7
- US Open
  - Final herrsingel: Roger Federer, Schweiz – Andre Agassi, USA, 6–3, 2–6, 7–6, 6–1[1]
  - Final damsingel: Kim Clijsters, Belgien – Mary Pierce, Frankrike, 6–3, 6–1
- 18 september - Ryssland vinner Fed Cup genom att finalbesegra Frankrike med 3-2 i Paris.[53]
- 4 oktober – ITTF övertar antidoping-ansvaret från ATP.[2]
- 16 oktober – James Blake, USA besegrar Paradorn Srichaphan, Thailand med 2-0 i set i Stockholm Open-finalen.[2]
- 4 december - Kroatien vinner Davis Cup genom att finalbesegra Slovakien med 3-2 i Bratislava.[54]
- 21 december – ITTF stänger av Maria Puertta för doping fram till juni 2013. Han får dock behålla prispengarna på cirka 20 miljoner svenska kronor, något som många[vilka?] anser är skandal.[2]

### Volleyboll
- 11 september - Italien vinner herrarnas Europamästerskap genom att finalslå Ryssland med 3-2 i Rom.[55]
- 25 september - Polen vinner damernas Europamästerskap genom att finalslå Italien med 3-1 i Zagreb.[56]

## Avlidna
- 1 januari – Dmitrij Neljubin, 33, rysk f.d. professionell cyklist (mördad).
- 6 januari – Ivan Lidholm, 94, svensk friidrottare och sportjournalist.
- 10 januari – José Manuel Pérez, 41, spansk motorcyklist (Omkom i samband med Paris-Dakar-rallyt).
- 11 januari – Fabrizio Meoni, 47, italiensk motorcyklist.
- 2 februari – Max Schmeling, 99, tysk boxare.
- 18 april – Olle "Skofteby" Bengtsson, 81, svensk boxare.
- 13 maj – Gunnar "Silver-Gunnar" Nilsson, 82, svensk boxare.
- 30 maj – Joakim Karlsson, 39, svensk roadracingförare.
- 15 juni – Alassio Galetti, 37, italiensk proffscyklist.
- 3 juli – Tom Halliday, 20, brittisk jockey.
- 18 juli – Amy Gillett, 29, australisk tävlingscyklist (trafikolycka).
- 9 september – Stanley Dancer, 78, amerikansk travprofil.
- 18 september – Michael Park, 39, brittisk kartläsare.[1]
- 22 september – Leavander Johnson, 35, amerikansk boxare.
- 8 november – Bo Högberg, 66, svensk boxare.
- 19 november – Bruno Bonhuil, 45, fransk motorcyklist.
- 25 november
  - George Best, 59, brittisk fotbollsspelare.
  - Richard Burns, 34, brittisk rallyförare.
- 2 december – Gösta Carlsson, 67, svensk handbollsspelare.
- 6 december – Charly Gaul, 72, fransk cyklist.

### Fotnoter
1. 1 2 3 4 5 6 7 8 9 10 11 12 13 14 15 16 17 18 19 20 21 22 23 24 25 26 27 28 29 30 31 32 33 34 35 36 37 38 39 40 41 42 43 44 45 46 47   När Var Hur 2006. DN
2. 1 2 3 4 5 6 7 8 9 10 11 12 13 14 15 16 17 18 19 20 21 22   När Var Hur 2006. DN
3. ↑  ”FIB History” (på engelska). International Bandy Federation. https://www.worldbandy.com/about-fib/. Läst 21 augusti 2011.
4. ↑  ”World Championships 2004/05” (på engelska). Bandysidan. 6 februari 2005. http://www.bandysidan.nu/event.php?EVID=2. Läst 20 augusti 2011.
5. ↑  Erik Jonsson (19 mars 2005). ”2000–2009”. Svenska Bandyförbundet. https://www.svenskbandy.se/BANDYFINALEN/HISTORIK/Svenskamastare/Damer/2000-2009/. Läst 19 mars 2020.
6. ↑  Jimmy Andersson. ”Damallsvenskan och slutspel 04/05”. Jimbo Bandy. Arkiverad från originalet den 23 februari 2015. https://web.archive.org/web/20150223145948/http://www.jimbobandy.nu/2000/05_damallsvenskan.html. Läst 20 augusti 2011.
7. ↑  Erik Jonsson (20 mars 2005). ”2000–2009”. Svenska Bandyförbundet. https://www.svenskbandy.se/BANDYFINALEN/HISTORIK/Svenskamastare/Herrar/2000-2009/. Läst 19 mars 2020.
8. ↑  Jimmy Andersson. ”Slutspelet 04/05”. Arkiverad från originalet den 23 februari 2015. https://web.archive.org/web/20150223145745/http://www.jimbobandy.nu/2000/05_slut.html. Läst 20 augusti 2011.
9. ↑  ”Världens bästa bandylag splittras” (på svenska). Dagens nyheter. 25 april 2005. https://www.dn.se/sport/varldens-basta-bandylag-splittras/. Läst 31 juli 2015.
10. ↑  ”Svenska cupen 2005”. Bandysidan. http://www.bandysidan.nu/event.php?EVID=12. Läst 20 augusti 2011.
11. ↑  ”Bandysidan”. http://www.bandysidan.nu/event.php?EVID=11. Läst 20 augusti 2011.
12. ↑  ”2005 World Series” (på engelska). Baseball-Reference.com. http://www.baseball-reference.com/postseason/2005_WS.shtml. Läst 25 juni 2015.
13. ↑  ”World Series Winners and Postseason History” (på engelska). Baseball-Reference.com. http://www.baseball-reference.com/postseason. Läst 25 juni 2015.
14. ↑  ”Basketball Reference”. http://www.basketball-reference.com/leagues/NBA_2005_games.html. Läst 25 augusti 2011.
15. ↑  ”Sport Statistics”. http://todor66.com/basketball/Europe/Women_2005.html. Läst 24 augusti 2011.
16. ↑  ”Sport Statistics”. Arkiverad från originalet den 18 juni 2011. https://web.archive.org/web/20110618003648/http://www.todor66.com/basketball/Europe/Men_2005.html. Läst 24 augusti 2011.
17. 1 2  ”UEFA European Competitions 2004-05” (på engelska). RSSSF. http://www.rsssf.com/ec/ec200405.html. Läst 16 augusti 2011.
18. ↑  ”UEFA Club Championship (Women) 2004/05” (på engelska). RSSSF. http://www.rsssf.com/ec/ec-wom05.html. Läst 16 augusti 2011.
19. ↑  ”England FA Challenge Cup 2004-2005” (på engelska). RSSSF. http://www.rsssf.com/tablese/engcup05.html. Läst 19 augusti 2012.
20. ↑  ”Royal League 2004/05” (på engelska). RSSSF. http://www.rsssf.com/tablesr/royalleague05.html. Läst 12 augusti 2011.
21. ↑  ”European Women Championship 2005” (på engelska). RSSSF. http://www.rsssf.com/tablese/eur-women05.html. Läst 12 augusti 2011.
22. ↑  ”Denmark 2004/05” (på engelska). RSSSF. http://www.rsssf.com/tablesd/den05.html. Läst 16 augusti 2011.
23. ↑  ”FIFA/Confederations Cup 2005” (på engelska). RSSSF. http://www.rsssf.com/tablesi/intconcup.html#05. Läst 16 augusti 2011.
24. ↑  ”Sweden 2005” (på engelska). RSSSF. http://www.rsssf.com/tablesz/zwed05.html. Läst 16 augusti 2011.
25. 1 2  ”Sweden (Women) 2005” (på engelska). RSSSF. http://www.rsssf.com/tablesz/zwed-wom05.html. Läst 16 augusti 2011.
26. ↑  ”Sweden Cup 2005” (på engelska). RSSSF. http://www.rsssf.com/tablesz/zwedcup05.html. Läst 16 augusti 2011.
27. ↑  Jimmy Lindahl (4 mars 2005). ”Svenska cupen – finalmatcher”. Bolletinen. http://www.bolletinen.se/sfs/pdf/stat_h_allsvens_1941_2005_stat_herr_cupen_finalmatcher.pdf. Läst 21 augusti 2012.
28. ↑  Jimmy Lindahl (4 mars 2005). ”Svenska cupen för damer”. Bolletinen. http://www.bolletinen.se/sfs/pdf/stat_d_lanslag_19981_2005_sv_cup_damer.pdf. Läst 21 augusti 2012.
29. ↑  ”FIFA Club World Championship 2005” (på engelska). RSSSF. http://www.rsssf.com/tablesf/fifa-wcc05.html. Läst 16 augusti 2011.
30. ↑  ”2000” (på portugisiska). Sylvesterloppet. Arkiverad från originalet den 1 mars 2014. https://web.archive.org/web/20140301034122/http://www.saosilvestre.com.br/2000. Läst 19 augusti 2012.
31. ↑  ”Boston Marathon”. Arkiverad från originalet den 27 april 2015. https://web.archive.org/web/20150427035419/http://www.baa.org/races/boston-marathon/boston-marathon-history/past-champions/past-mens-open-champions.aspx. Läst 9 april 2011.
32. ↑  ”Boston Marathon”. Arkiverad från originalet den 7 mars 2012. https://web.archive.org/web/20120307073943/http://www.baa.org/races/boston-marathon/boston-marathon-history/past-champions/past-womens-open-champions.aspx. Läst 9 april 2011.
33. ↑  ”Sport Statistics”. Arkiverad från originalet den 24 augusti 2011. https://web.archive.org/web/20110824145848/http://www.todor66.com/handball/World/Men_2005.html. Läst 23 augusti 2011.
34. ↑  ”Sport Statistics”. Arkiverad från originalet den 24 augusti 2011. https://web.archive.org/web/20110824155147/http://www.todor66.com/handball/World/Women_2005.html. Läst 23 augusti 2011.
35. ↑  ”SM-slutspel herrar 2004/05”. Svenska Innebandyförbundet. Arkiverad från originalet den 15 december 2011. https://web.archive.org/web/20111215203125/http://www.innebandy.se/sv/StatistikHistorik/Statistik-och-rekord-herrar-elit/SM-slutspel-genom-tiderna-herrar1/200405/. Läst 22 augusti 2011.
36. ↑  ”SM-slutspel damer 2004/05”. Svenska Innebandyförbundet. Arkiverad från originalet den 15 december 2011. https://web.archive.org/web/20111215202241/http://www.innebandy.se/sv/StatistikHistorik/Statistik-och-rekord-damer-elit/SM-slutspel-genom-tiderna-damer1/200405/. Läst 22 augusti 2011.
37. ↑  ”Utviklingen i internasjonal innebandy” (på norska). Norges Bandyforbund. http://www.innebandy.no/ihist.asp. Läst 3 september 2011.
38. ↑  ”Championnat du monde 2005 des moins de 20 ans” (på franska). Hockey Archives. 4 januari 2005. https://www.hockeyarchives.info/U-20_2005.htm. Läst 15 augusti 2011.
39. ↑  ”Coupe d'Europe des champions 2004/05” (på franska). Hockey Archives. 16 januari 2005. https://www.hockeyarchives.info/Europe2005.htm. Läst 15 augusti 2011.
40. ↑  ”Hockeykaptener har korta liv” (på svenska). Sydsvenskan. 25 januari 2005. https://www.sydsvenskan.se/2005-01-25/hockeykaptener-har-korta-liv. Läst 14 februari 2005.
41. 1 2  ”Matches internationaux 2004/05” (på franska). Hockeyarchives. https://www.hockeyarchives.info/inter2005.htm. Läst 15 augusti 2011.
42. ↑  ”Tre kronors coacher sedan 1957”. Svenska Ishockeyförbundet. 14 februari 2005. https://www.swehockey.se/globalassets/svenska-ishockeyforbundet/historik/tre-kronors-coacher.pdf. Läst 17 mars 2020.
43. ↑  ”NHL-säsongen definitivt inställd”. Sydsvenskan. 16 februari 2005. https://www.sydsvenskan.se/2005-02-16/nhl-sasongen-definitivt-installd. Läst 14 februari 2005.
44. ↑  ”Championnats du monde féminins 2005”. Hockey Archives. 9 april 2005. https://www.hockeyarchives.info/mondefem2005.htm. Läst 15 augusti 2011.
45. ↑  ”Championnat de Suède 2004/05”. Hockey Archives. 11 april 2005. https://www.hockeyarchives.info/Suede2005.htm. Läst 15 augusti 2011.
46. ↑  ”Macau” (på engelska). International Ice Hockey Federation. 12 maj 2005. https://www.iihf.com/en/associations/1346/macau. Läst 21 augusti 2011.
47. ↑  ”Championnats du monde 2005” (på franska). Hockey Archives. 15 maj 2005. https://www.hockeyarchives.info/mondial2005.htm. Läst 15 augusti 2011.
48. ↑  ”Matches internationaux 2005/06” (på franska). Hockey Archives. 4 september 2005. https://www.hockeyarchives.info/inter2006.htm. Läst 15 augusti 2011.
49. ↑  ”TV-pucken 2003”. Svenska Ishockeyförbundet. 25 september 2005. https://www.swehockey.se/globalassets/svenska-ishockeyforbundet/tavling/tv-puckens-historik/tv-pucken_2005-2006.pdf. Läst 17 mars 2020.
50. ↑  Pierre Bokvist (7 november 2005). ”Curre tar revansch” (på svenska). Sportbladet. https://www.aftonbladet.se/sportbladet/hockey/a/vmg8Bj/curre-tar-revansch--ny-tranare-i-jokerit. Läst 17 mars 2020.
51. ↑  ”Historiska segrare”. Vasaloppet. Arkiverad från originalet den 22 mars 2020. https://web.archive.org/web/20200322121012/https://www.vasaloppet.se/wp-content/uploads/sites/1/2019/09/historiska_segrare_vasaloppet_sve_2019-09-18.pdf. Läst 5 september 2011.
52. ↑  ”World Orienteering Championships 2005” (på engelska). http://orienteering.org/events/?event_id=36. Läst 20 augusti 2012.
53. ↑  ”Fed Cup”. Arkiverad från originalet den 30 juni 2006. https://web.archive.org/web/20060630110859/http://www.fedcup.com/en/results/tie/details.aspx?tieId=100007054. Läst 21 augusti 2011.
54. ↑  ”Davis Cup”. http://www.daviscup.com/en/results/tie/details.aspx?tieId=100006611. Läst 20 augusti 2011.
55. ↑  ”Sport Statistics”. Arkiverad från originalet den 24 mars 2012. https://web.archive.org/web/20120324231930/http://todor66.com/volleyball/Europe/Men_2005.html. Läst 24 augusti 2011.
56. ↑  ”Sport Statistics”. Arkiverad från originalet den 22 juni 2015. https://web.archive.org/web/20150622152745/http://todor66.com/volleyball/Europe/Women_2005.html. Läst 24 augusti 2011.